# アムピノモス
アムピノモス （古希: Ἀμφίνομος, Amphinomos） は、ギリシア神話の人物で、ペーネロペーの求婚者の1人である。アンピノモスとも表記される。アレティアスの子ニーソスの子。アムピノモスはドゥーリキオンの有力者で、ドゥーリキオンの求婚者を率いてイタケーにやって来た。アムピノモスは優れた人物で、ペーネロペーもアムピノモスに好意的であった。
テーレマコスがピュロスから無事に帰国したとき、アムピノモスはテーレマコスの殺害に反対したが、もし神意が許すならば自分が真っ先にテーレマコスを討つと言った。変装したオデュッセウスがイーロスを打ち負かしたときアムピノモスは2つのパンと1杯の酒を与えたが、このときオデュッセウスはアムピノモスの人柄の良さを見て、オデュッセウスが帰国すればただではすまないだろうから、今のうちにドゥーリキオンに帰ることを勧めたが、アムピノモスは不吉なものを感じながらも帰らなかった。オデュッセウスがエウリュマコスと口論になり足台を投げられたときにはオデュッセウスはアムピノモスの足元に逃げ、アムピノモスはその場が穏やかになるように努めた。また求婚者たちが再びテーレマコスの殺害を企てたとき、鳥占いによって神意が得られなかったことを伝え、計画を中止させた。しかしオデュッセウスが求婚者たちを誅殺したさい、アムピノモスはエウリュマコスに続いてオデュッセウスに斬りかかり、テーレマコスに討たれた。
一説にアムピノモスはペーネロペーを穢したので、ペーネロペーはオデュッセウスに殺されたという。

## 摘要
1. ↑  アポロドーロス、摘要（E）7・27。
2. ↑  『オデュッセイア』16巻。
3. ↑  『オデュッセイア』16巻、18巻、20巻、22巻。
4. ↑  アポロドーロス、摘要（E）7・39。